# Джон Гендерсон
Джон Гендерсон (англ. John Henderson, нар. 4 травня 1973 року) — шотландський професійний гравець у дартс, який грає в PDC. Переможець Кубка світу з дартсу (PDC) 2021 року у складі збірної Шотландії.

## Кар'єра в PDC
У 2003 році Гендерсон розпочав брати участь в чемпіонатах світу PDC в одиночному розряді. У 2012 році він дебютував на чемпіонатах світу PDC. У 2021 році у складі збірної Шотландії разом із Пітером Райт він виграв Кубок світу з дартсу.